# 空軍海上戦闘章
空軍海上戦闘章(くうぐんかいじょうせんとうしょう、ドイツ語: Seekampfabzeichen der Luftwaffe)は、ナチス・ドイツの勲章。

## 概要
救難艇や補給艦など、空軍に所属しながらも主として海洋で活動する者の戦功を称えるため、1944年11月27日にヘルマン・ゲーリングによって制定された。

## 戦後
1957年7月26日、勲章法に基づき、ハーケンクロイツを削り取り非ナチ化されたものであれば空軍海上戦闘章の佩用が認められた。